# Eremnophanes apicinota
Eremnophanes apicinota là một loài bướm đêm trong họ Noctuidae.